# Spád
Spád je podíl rozdílu dvou hodnot jedné veličiny a rozdílu dvou hodnot veličiny druhé, přičemž první veličina se obvykle zmenšuje a druhá zvětšuje.
Pokud jsou obě veličiny totožné, například délka, teplota, elektrický potenciál, je spád  o udáván v procentech nebo v promile. Vztažnou soustavou může být jak prostor, který rozdíl dvou navzájem různých prostorových bodů nebo i čas (případně jejich vzájemná kombinace).

## Příklady spádů

### Výškový spád
Představuje pokles výšky se vzdáleností a bývá obvykle udáván jako poměr těchto hodnot, ačkoli ho lze udávat i úhlem.
- v promile nebo v procentech – pro malé spády – u vodních toků, potrubí, tratí, silnic. Například 5 ‰ znamená, že na jeden kilometr vodního toku rozdíl hladin činí 5 metrů.
- ve tvaru zlomku – psáno obvykle ve tvaru 1:x. Například 1:9 znamená, že na 9 metrů délky je pokles o jeden metr výšky.
- v úhlových stupních – pro velké spády – například spád střechy

### Jiné příklady
- teplotní spád je rozdíl teplot mezi dvěma prostorovými body
- elektrický spád je rozdíl dvou hodnot elektrického napětí, který udává spád elektrického potenciálu mezi dvěma prostorovými či časovými body

## Přenesená význam slova
Slovo je používáno i v přeneseném významu, kdy často vyjadřuje rychlý průběh nějaké události či děje – viz frazelogizmus: události nabraly rychlý spád.